# Reimport
Reimport  – powrotny przywóz własnego, przedtem wyeksportowanego towaru z zagranicy.